# 주마등

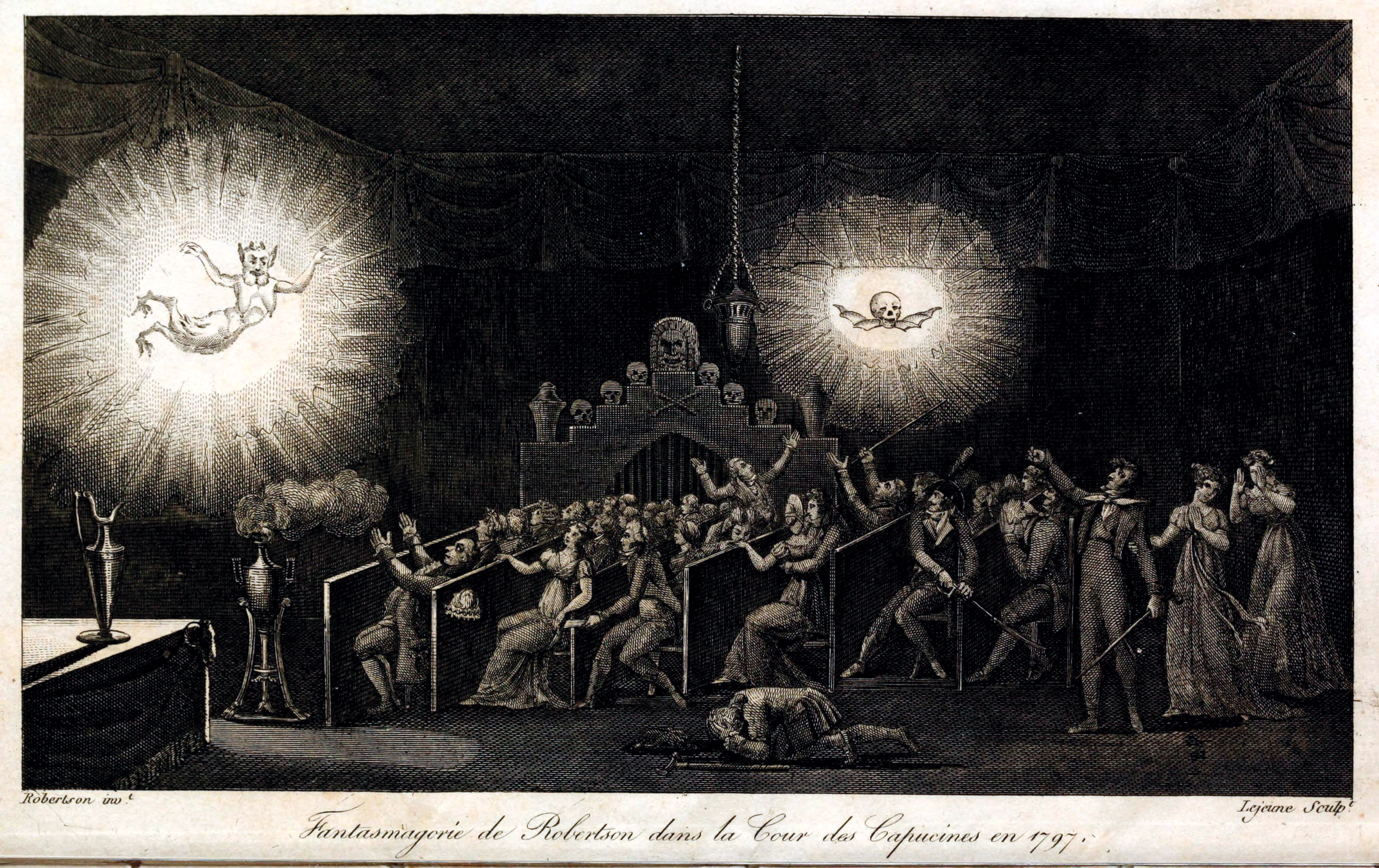
로버트의 주마등 (1797년 Cour des Capucines에서)

주마등(走馬燈, Phantasmagoria)은 등의 종류 중 하나이다. 이 중 테두리 밖으로 종이를 붙인 외부 프레임이 스크린이다. 안쪽 테두리 축에 사람이나 말의 그림을 잘라낸 종이를 붙인다. 촛불 등의 힘으로 종이가 돌아간다.

## 같이 보기
- 그랑기뇰
- 영화의 역사
- 석회광
- 올리버 그라우